# Les Bondons
Les Bondons is een gemeente in het Franse departement Lozère (regio Occitanie) en telt 139 inwoners (2005). De plaats maakt deel uit van het arrondissement Florac.

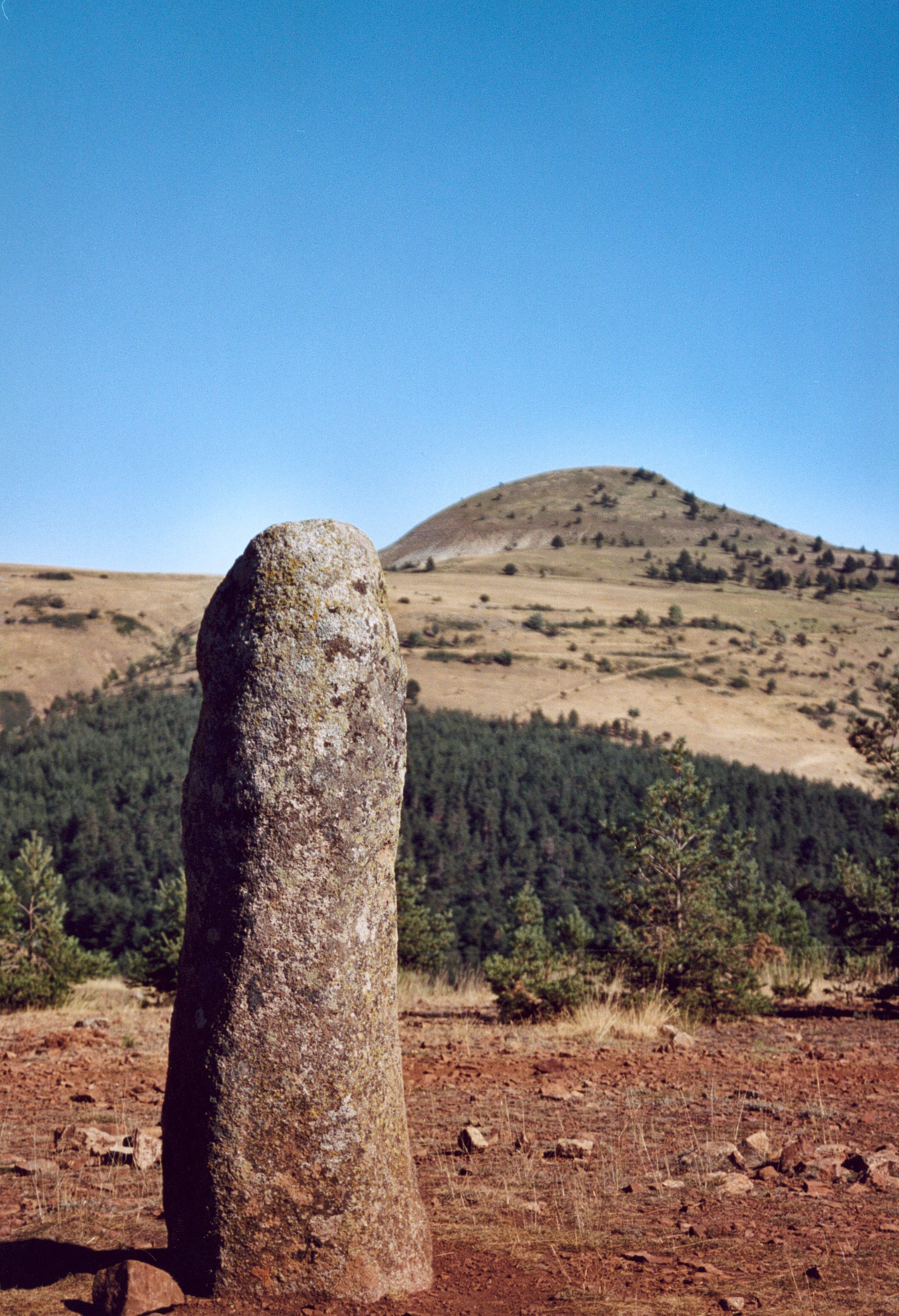
Menhirs in het landschap

## Geografie
De oppervlakte van Les Bondons bedraagt 53,0 km², de bevolkingsdichtheid is 2,6 inwoners per km².
De onderstaande kaart toont de ligging van Les Bondons met de belangrijkste infrastructuur en aangrenzende gemeenten.

## Demografie
Onderstaande figuur toont het verloop van het inwonertal (bron: INSEE-tellingen).